# K30 Biho
Pháo phòng không tự hành K30 Biho (Korean: 비호, Hanja: 飛虎; n.đ. 'Hổ bay') hai nòng 30mm lại loại pháo phòng không do Hàn Quốc phát triển để đáp ứng các nhu cầu về tổ hợp phòng không tầm ngắn cơ động của Lực lượng quân đội Hàn Quốc nhằm phù hợp với địa hình của bán đảo Triều Tiên. Hệ thống này kết hợp giữa việc sử dụng hệ thống pháo ngắm quang điện 30mm cùng hệ thống radar trinh sát trên khung gầm K200. K30 Biho được thiết kế để bổ sung cho hệ thống pháo phòng không tự hành K263A1 Chungung sử dụng pháo 20mm Vulcan.
Pháo phòng không tự hành K30 chủ yếu được chế tạo bởi Hanwha Defense.

## Các nước trang bị

### Hiện tại
- South Korea[6]